# Hertha Pauli
Hertha Pauli tên đầy đủ Hertha Ernestine Pauli (4.9.1906 – 9.2.1973) là nhà báo, nhà văn, nữ diễn viên người Mỹ gốc Áo. 

## Tiểu sử
Hertha Pauli sinh tại Vienne, Áo, là con của nhà báo và nhà tranh đấu cho nữ quyền Bertha Schütz (1878-1927) và thầy thuốc, giáo sư Wolfgang Joseph Pauli. Người anh của bà là Wolfgang Pauli, người đã đoạt giải Nobel Vật lý năm 1945.
Từ năm 1927 tới năm 1933 bà đã đóng nhiều vai nhỏ trên sân khấu nhà hát Max Reinhardt ở Berlin và giao thiệp với kịch tác gia Ödön von Horváth. Từ năm 1933 tới năm 1938 bà sống ở Vienne, biên tập báo "Österreichische Korrespondenz" và xuất bản các tiểu thuyết tiểu sử, ví dụ như quyển viết về nhà tranh đấu cho nữ quyền và yêu chuộng hòa bình Bertha von Suttner, người đoạt giải Nobel Hòa bình năm 1905.
Sau khi Đức Quốc xã sáp nhập Áo vào Đức ngày 12.3.1938, bà di cư sang Pháp. Tại Paris bà gia nhập nhóm của Joseph Roth, quen biết nhà báo Hoa Kỳ Eric Sevareid, và viết cho tờ "Resistance". Năm 1940, sau khi Đức Quốc xã chiếm đóng Pháp, bà và nhà văn Walter Mehring chạy xuống Marseilles, nhờ sự giúp đỡ của Varian Fry và "Ủy ban cấp cứu" Hoa Kỳ, trốn qua dãy núi Pyrénées sang Tây Ban Nha tới Lisbon rồi sang Hoa Kỳ.
Sau khi tới Hoa Kỳ, bà đã mô tả cuộc chạy trốn của mình trên tờ báo Aufbau. Trong những năm sau đó, bà viết các sách về Alfred Nobel, về Tượng Nữ thần Tự do và các sách cho thiếu nhi khá thành công, trong đó có quyển "Silent Night, The Story of a Song" (1943), trong đó bà giải thích nguồn gốc của bài ca giáng sinh này. Tác phẩm chót của bà là quyển tự truyện và mô tả thời gian sau khi Đức Quốc xã liên minh với Pháp.

## Đời tư
Hertha Pauli kết hôn với Ernst Basch (bút danh E.B. Ashton), hai người đã viết chung quyển "I Lift My Lamp." Bà qua đời tại Long Island, New York ngày 9.2.1973.

## Tác phẩm
- Toni. Ein Frauenleben für Ferdinand Raimund, 1936
- Nur eine Frau. Bertha von Suttner, 1937
- Alfred Nobel, Dynamite King, Architect of Peace, 1942
- Silent Night. The Story of a Song", 1943
- Story of the Christmas Tree, 1944
- St. Nicholas Travels, 1946
- I Lift my Lamp, The Way of a Symbol, 1948
- The Golden Door, 1949
- Three Is a Family, 1955
- Bernadette and the Lady, 1956
- Her Name Was Sojourner Truth
- The Secret of Sarajevo: The Story of Franz Ferdinand and Sophie, 1966
- Break of Time, 1972